# Puchar Challenge siatkarek (2020/2021)
Puchar Challenge siatkarek 2020/2021 – 14. sezon pucharu Challenge rozgrywanego od 2007 roku, organizowanego przez Europejską Konfederację Piłki Siatkowej (CEV) w ramach europejskich pucharów dla żeńskich klubowych zespołów siatkarskich Starego Kontynentu.

## System rozgrywek
Rozgrywki składają się z 1/16 finału, 1/8 finału, 1/4 finału, półfinałów i finałów. Nierozgrywane są mecze o 3. miejsce.
We wszystkich rundach rozgrywane są dwumecze (mecz i rewanż). Według regulaminu o zwycięstwie w dwumeczu zdecyduje liczba zdobytych punktów. Punkty przyznawane są: przy wyniku 3:0 lub 3:1 – 3 punkty dla zwycięzcy, 0 punktów dla przegranego, zaś przy wyniku 3:2 – 2 punkty dla zwycięzcy, 1 punkt dla przegranego. W przypadku remisu punktowego o awansie zadecyduje dodatkowy „złoty” set rozegrany do 15 punktów. Set ten zostanie rozegrany bezpośrednio po zakończeniu ostatniego seta drugiego spotkania.

## Drużyny uczestniczące[1]
Drużyny rozpoczynające od 1/16 finału
- ASKÖ Linz-Steg
- UVC Holding Graz
- OK Kaštela
- TJ Ostrava
- VK Prostějov
- HPK Hämeenlinna
- Vandœuvre Nancy VB
- Sanaya Libby's La Laguna
- CV Gran Canaria
- Sliedrecht Sport
- TK Kowno VDU
- Rīgas Volejbola skola
- OK Vardar Ženi 2019 Skopje
- AJM FC do Porto
- CK Ponta Delgada
- CS Volei Alba Blaj
- Dinamo Bukareszt
- CSM Lugoj
- Jedinstvo Stara Pazova
- VK Pirane Brusno
- VP UKF Nitra
- Kanti Szafuza
- Sm'Aesch Pfeffingen
- VBC Cheseaux
- THY Stambuł
- Sistem9 Yeşilyurt Stambuł
- 1. MCM-Diamant Kaposvári

## Rozgrywki[2]

### 1/16 finału
| Data               | Godz. | Drużyna 1                  | Wynik        | Drużyna 2                 | 1     | 2     | 3     | 4     | 5     | Widzów | *      |
| ------------------ | ----- | -------------------------- | ------------ | ------------------------- | ----- | ----- | ----- | ----- | ----- | ------ | ------ |
| 23.11.2020         | 18:00 | VK Pirane Brusno           | 3:2          | Sanaya Libby's La Laguna  | 16:25 | 21:25 | 25:20 | 25:21 | 15:9  |        | raport |
| 24.11.2020         | 18:00 | VK Pirane Brusno           | 2:31         | Sanaya Libby's La Laguna  | 17:25 | 25:22 | 25:23 | 14:25 | 5:15  |        | raport |
| 11.11.2020         | 18:00 | CS Volei Alba Blaj         | 3:0 walkower | VBC Cheseaux              | 25:0  | 25:0  | 25:0  |       |       | -      | raport |
| -                  | -     | CS Volei Alba Blaj         | 3:0 walkower | VBC Cheseaux              | 25:0  | 25:0  | 25:0  |       |       | -      | raport |
| -                  | -     | Dinamo Bukareszt           | 0:3 walkower | AJM FC do Porto           | 0:25  | 0:25  | 0:25  |       |       | -      | raport |
| -                  | -     | Dinamo Bukareszt           | 0:3 walkower | AJM FC do Porto           | 0:25  | 0:25  | 0:25  |       |       | -      | raport |
|                    |       | ?                          | wolny        | VK Prostějov              |       |       |       |       |       |        | raport |
|                    |       | ?                          | los          | VK Prostějov              |       |       |       |       |       |        | raport |
| 11.11.2020         | 19:30 | Sm’Aesch Pfeffingen        | 0:3 walkower | VP UKF Nitra              | 0:25  | 0:25  | 0:25  |       |       | -      | raport |
| -                  | -     | Sm’Aesch Pfeffingen        | 0:3 walkower | VP UKF Nitra              | 0:25  | 0:25  | 0:25  |       |       | -      | raport |
| 12.11.2020         | 19:00 | OK Vardar Ženi 2019 Skopje | 3:0 walkower | HPK Hämeenlinna           | 25:0  | 25:0  | 25:0  |       |       | -      | raport |
| -                  | -     | OK Vardar Ženi 2019 Skopje | 3:0 walkower | HPK Hämeenlinna           | 25:0  | 25:0  | 25:0  |       |       | -      | raport |
| 25.11.2020         | 19:00 | TJ Ostrava                 | 3:1          | Rīgas Volejbola skola     | 25:14 | 25:22 | 28:30 | 25:20 |       |        | raport |
| 26.11.2020         | 19:00 | TJ Ostrava                 | 3:0          | Rīgas Volejbola skola     | 25:17 | 25:17 | 25:16 |       |       |        | raport |
|                    |       | ?                          | wolny        | 1. MCM-Diamant Kaposvári  |       |       |       |       |       |        | raport |
|                    |       | ?                          | los          | 1. MCM-Diamant Kaposvári  |       |       |       |       |       |        | raport |
| 10.11.2020         | 17:00 | THY Stambuł                | 3:0          | OK Kaštela                | 25:16 | 25:7  | 25:12 |       |       |        | raport |
| 11.11.2020         | 17:00 | THY Stambuł                | 3:0          | OK Kaštela                | 25:17 | 25:15 | 25:14 |       |       |        | raport |
|                    |       | ?                          | wolny        | CSM Lugoj                 |       |       |       |       |       |        | raport |
|                    |       | ?                          | los          | CSM Lugoj                 |       |       |       |       |       |        | raport |
| 10.11.2020         | 18:00 | CV Gran Canaria            | 3:0          | Sliedrecht Sport          | 25:23 | 25:18 | 25:21 |       |       |        | raport |
| 11.11.2020         | 18:00 | CV Gran Canaria            | 3:2          | Sliedrecht Sport          | 23:25 | 20:25 | 25:20 | 25:22 | 15:11 |        | raport |
|                    |       | ?                          | wolny        | Vandœuvre Nancy VB        |       |       |       |       |       |        | raport |
|                    |       | ?                          | los          | Vandœuvre Nancy VB        |       |       |       |       |       |        | raport |
| -                  | -     | CK Ponta Delgada           | 3:0 walkower | Jedinstvo Stara Pazova    | 25:0  | 25:0  | 25:0  |       |       | -      | raport |
| -                  | -     | CK Ponta Delgada           | 3:0 walkower | Jedinstvo Stara Pazova    | 25:0  | 25:0  | 25:0  |       |       | -      | raport |
| 11.11.2020         | 19:00 | UVC Holding Graz           | 2:3          | ASKÖ Linz-Steg            | 25:21 | 22:25 | 17:25 | 25:21 | 12:15 |        | raport |
| 25.11.2020         | 19:00 | UVC Holding Graz           | 3:0          | ASKÖ Linz-Steg            | 25:19 | 25:11 | 25:20 |       |       |        | raport |
| 12.11.2020         | 20:00 | Kanti Szafuza              | 0:3 walkower | TK Kowno VDU              | 0:25  | 0:25  | 0:25  |       |       | -      | raport |
| -                  | -     | Kanti Szafuza              | 0:3 walkower | TK Kowno VDU              | 0:25  | 0:25  | 0:25  |       |       | -      | raport |
|                    |       | ?                          | wolny        | Sistem9 Yeşilyurt Stambuł |       |       |       |       |       |        | raport |
|                    |       | ?                          | los          | Sistem9 Yeşilyurt Stambuł |       |       |       |       |       |        | raport |
| 1 złoty set: 12:15 |       |                            |              |                           |       |       |       |       |       |        |        |

### 1/8 finału
Turniej w Blaju
| Data       | Godz. | Drużyna 1                | Wynik | Drużyna 2          | 1     | 2     | 3     | 4 | 5 | Widzów | *      |
| ---------- | ----- | ------------------------ | ----- | ------------------ | ----- | ----- | ----- | - | - | ------ | ------ |
| 09.12.2020 | 17:00 | Sanaya Libby's La Laguna | 0:3   | CS Volei Alba Blaj | 19:25 | 10:25 | 22:25 |   |   | 0      | raport |

Turniej w Porto
| Data       | Godz. | Drużyna 1       | Wynik        | Drużyna 2    | 1    | 2    | 3    | 4 | 5 | Widzów | *      |
| ---------- | ----- | --------------- | ------------ | ------------ | ---- | ---- | ---- | - | - | ------ | ------ |
| 09.12.2020 | 20:00 | AJM FC do Porto | 0:3 walkower | VK Prostějov | 0:25 | 0:25 | 0:25 |   |   | -      | raport |

Turniej w Kaposvárze
| Data       | Godz. | Drużyna 1    | Wynik | Drużyna 2                  | 1     | 2     | 3     | 4 | 5 | Widzów | *      |
| ---------- | ----- | ------------ | ----- | -------------------------- | ----- | ----- | ----- | - | - | ------ | ------ |
| 09.12.2020 | 17:00 | TJ Ostrava   | 0:3   | 1. MCM-Diamant Kaposvári   | 19:25 | 18:25 | 20:25 |   |   | 0      | raport |
| 09.12.2020 | 20:00 | VP UKF Nitra | 3:0   | OK Vardar Ženi 2019 Skopje | 25:12 | 25:17 | 25:17 |   |   | 0      | raport |

Turniej w Las Palmas de Gran Canaria
| Data       | Godz. | Drużyna 1       | Wynik | Drużyna 2          | 1     | 2     | 3     | 4     | 5     | Widzów | *      |
| ---------- | ----- | --------------- | ----- | ------------------ | ----- | ----- | ----- | ----- | ----- | ------ | ------ |
| 16.12.2020 | 17:00 | THY Stambuł     | 3:0   | CSM Lugoj          | 25:5  | 25:19 | 25:11 |       |       | 0      | raport |
| 16.12.2020 | 20:00 | CV Gran Canaria | 2:3   | Vandœuvre Nancy VB | 25:27 | 19:25 | 25:22 | 25:20 | 10:15 | 0      | raport |

Turniej w Stambule
| Data       | Godz. | Drużyna 1        | Wynik | Drużyna 2                 | 1     | 2     | 3     | 4     | 5 | Widzów | *      |
| ---------- | ----- | ---------------- | ----- | ------------------------- | ----- | ----- | ----- | ----- | - | ------ | ------ |
| 16.12.2020 | 16:00 | TK Kowno VDU     | 0:3   | Sistem9 Yeşilyurt Stambuł | 12:25 | 9:25  | 8:25  |       |   |        | raport |
| 16.12.2020 | 19:00 | CK Ponta Delgada | 3:1   | UVC Holding Graz          | 22:25 | 25:17 | 25:23 | 25:20 |   |        | raport |

### 1/4 finału
Turniej w Blaju
| Data       | Godz. | Drużyna 1          | Wynik | Drużyna 2    | 1     | 2     | 3    | 4 | 5 | Widzów | *      |
| ---------- | ----- | ------------------ | ----- | ------------ | ----- | ----- | ---- | - | - | ------ | ------ |
| 10.12.2020 | 17:00 | CS Volei Alba Blaj | 3:0   | VK Prostějov | 25:14 | 25:14 | 25:6 |   |   | 0      | raport |

Turniej w Kaposvárze
| Data       | Godz. | Drużyna 1    | Wynik | Drużyna 2                | 1     | 2     | 3     | 4 | 5 | Widzów | *      |
| ---------- | ----- | ------------ | ----- | ------------------------ | ----- | ----- | ----- | - | - | ------ | ------ |
| 10.12.2020 | 16:00 | VP UKF Nitra | 0:3   | 1. MCM-Diamant Kaposvári | 18:25 | 19:25 | 18:25 |   |   | 0      | raport |

Turniej w Las Palmas de Gran Canaria
| Data       | Godz. | Drużyna 1   | Wynik | Drużyna 2          | 1     | 2     | 3     | 4 | 5 | Widzów | *      |
| ---------- | ----- | ----------- | ----- | ------------------ | ----- | ----- | ----- | - | - | ------ | ------ |
| 17.12.2020 | 17:00 | THY Stambuł | 3:0   | Vandœuvre Nancy VB | 25:21 | 25:21 | 25:19 |   |   | 0      | raport |

Turniej w Stambule
| Data       | Godz. | Drużyna 1        | Wynik | Drużyna 2                 | 1     | 2     | 3     | 4 | 5 | Widzów | *      |
| ---------- | ----- | ---------------- | ----- | ------------------------- | ----- | ----- | ----- | - | - | ------ | ------ |
| 17.12.2020 | 17:00 | CK Ponta Delgada | 0:3   | Sistem9 Yeşilyurt Stambuł | 19:25 | 22:25 | 11:25 |   |   | 0      | raport |

### 1/2 finału[3][4][5]
| Data       | Godz. | Drużyna 1          | Wynik | Drużyna 2                 | 1     | 2     | 3     | 4     | 5     | Widzów | *      |
| ---------- | ----- | ------------------ | ----- | ------------------------- | ----- | ----- | ----- | ----- | ----- | ------ | ------ |
| 24.02.2021 | 18:00 | CS Volei Alba Blaj | 3:0   | 1. MCM-Diamant Kaposvári  | 25:13 | 25:18 | 25:16 |       |       | 0      | raport |
| 03.03.2021 | 18:00 | CS Volei Alba Blaj | 3:1   | 1. MCM-Diamant Kaposvári  | 23:25 | 25:18 | 27:25 | 25:21 |       | 0      | raport |
| 02.03.2021 | 17:00 | THY Stambuł        | 2:3   | Sistem9 Yeşilyurt Stambuł | 31:29 | 19:25 | 25:23 | 21:25 | 10:15 | 0      | raport |
| 03.03.2021 | 17:00 | THY Stambuł        | 2:3   | Sistem9 Yeşilyurt Stambuł | 25:15 | 24:26 | 27:25 | 19:25 | 13:15 | 0      | raport |

### Finał
| Data       | Godz. | Drużyna 1          | Wynik | Drużyna 2                 | 1     | 2     | 3     | 4 | 5 | Widzów | *      |
| ---------- | ----- | ------------------ | ----- | ------------------------- | ----- | ----- | ----- | - | - | ------ | ------ |
| 17.03.2021 | 18:00 | CS Volei Alba Blaj | 0:3   | Sistem9 Yeşilyurt Stambuł | 12:25 | 18:25 | 16:25 |   |   | 20     | raport |
| 24.03.2021 | 15:00 | CS Volei Alba Blaj | 0:3   | Sistem9 Yeşilyurt Stambuł | 17:25 | 17:25 | 12:25 |   |   | 50     | raport |